# Kuririn
Kuririn (クリリン) é um personagem fictício da franquia Dragon Ball, criado por Akira Toriyama. Sua primeira aparição foi na revista Weekly Shōnen Jump, edição de maio de 1985. Kuririn é apresentado como colega do protagonista Goku no treinamento de artes marciais sob a orientação de Mestre Kame. Ao longo da franquia, ele se torna o maior aliado e melhor amigo de Goku, enfrentando todos os inimigos ao lado dele ou até mesmo antes, sendo frequentemente representado como o personagem cômico da história.

## Criação
Quando Toriyama recebeu críticas dizendo que a história de Dragon Ball estava muito calma, ele introduziu diversos lutadores para poder criar uma espécie de torneio entre eles. Um desses lutadores era Kuririn. Inicialmente, o personagem deveria aparecer somente no arco do Torneio de Artes Marciais, mas com o aumento da popularidade do mangá sua participação foi mantida.

## História

### Dragon Ball
Nascido e crescido em um templo shaolin, Kuririn partiu para treinar com o renomado Mestre Kame aos treze anos. Chegando em sua ilha ele conheceu Goku e se autoproclamou seu rival. Contudo, ao longo de seis meses de treinamento, Kuririn passou a aceitá-lo e os dois se tornaram melhores amigos. Com o treino concluído, o Mestre Kame leva Kuririn e Goku para participarem do 21º Torneio de Artes Marciais. Após passar facilmente pelas eliminatórias, Kuririn derrota um lutador chamado Bacterian mas perde para Jackie Chun nas semifinais. Mais tarde é revelado que Jackie Chun era o Mestre Kame disfarçado para prevenir que seus alunos vencessem o torneio e se tornassem arrogantes. Kuririn continua treinando sob as ordens de seu mestre e posteriormente ajuda Goku a enfrentar o General Blue e a procurar as Esferas do Dragão. Três anos mais tarde, Kuririn participa do 22º Torneio de Artes Marciais. Ele e Goku encontram dois lutadores, Chaos e Tenshinhan, alunos do rival do Mestre Kame e decidem derrotá-los no torneio. Kuririn vence o Chaos e chega a semifinais, onde luta contra Goku e acaba perdendo. Logo após o torneio, seguindo o retorno de Piccolo Daimaoh, Kuririn é morto por Tambourine. Após a vitória de Goku sobre Piccolo, Kuririn é ressuscitado por Shenlong. Depois de mais três anos, Kuririn entra no 23º Torneio de Artes Marcis. Porém, desta vez ele perde nas quartas-de-finais para Piccolo Junior.
Quatro anos depois, em Dragon Ball Z, Kuririn descobre que Goku é um alienígena da raça Saiyajin quando seu irmão Raditz surge na Terra. Com a chegada de outros Saiyajins, Nappa e Vegeta, Kuririn os enfrenta e é um dos poucos sobreviventes. Durante a luta contra Vegeta, Kuririn conseguiu informações sobre as Esferas do Dragão Originais do planeta Namekusei. Ele, Gohan e Bulma então partem em uma nave para encontrar essas Esferas e ressuscitarem seus amigos mortos. Chegando em Namekusei os três se deparam com um tirano espacial chamado Freeza e seus soldados. Durante a destruição de uma vila local, Kuririn e Gohan salvam um Namekuseijin chamado Dende e através dele aprendem mais sobre Namekusei, além de encontrarem uma Esfera do Dragão. Posteriormente os dois formam uma aliança com Vegeta para enfrentarem as Forças Especiais Ginyu, a elite mais poderosa de Freeza. Os três são facilmente derrotados até que Goku chega a Namekusei e derrota os inimigos. Logo, Kuririn e Gohan juntam as sete Esferas e utilizam os desejos para ressuscitar Piccolo e levá-lo até Namekusei. Após uma longa batalha contra Freeza, Goku se recupera e assume a luta. Quando todos pensavam que Freeza estava morto, ele volta e explode Kuririn de dentro para fora, provocando uma intensa fúria em Goku e fazendo com que ele se tornasse um Super Saiyajin. Algum tempo mais tarde, na Terra, Kuririn é revivido novamente.
Um ano se passou e um jovem do futuro, Trunks, alerta os Guerreiros Z sobre os androides assassinos que apareceriam para matar Goku. Kuririn permanece os próximos três anos treinando para enfrentá-los mas se apaixona pela Androide 18, e por conta disso não consegue desativá-la com um controle criado por Bulma. Essa escolha permitiu que Cell a absorvesse e atingisse sua forma perfeita. Kuririn ainda participa dos Jogos do Cell, onde é atacado por um Cell Jr. mas salvo por Gohan. Durante a luta entre Gohan e Cell, Gohan atinge o estômago de Cell e ele vomita a Androide 18. Kuririn a resgata e depois utiliza um desejo de Shenlong para remover as bombas que estavam dentro dela e do Andróide 17. Sete anos mais tarde, Kuririn se aposentou das lutas e se casou com a Número 18. Juntos eles tiveram uma filha chamada Marron. Ele resolve participar do 25º Torneio de Artes Marciais ao lado de seus amigos e acaba envolvido no confronto entre o Kaioshin do Leste e o mago Babidi. Ele é transformado em pedra brevemente por Daburá e depois se utiliza como distração para que sua família e amigos pudessem fugir do demônio Majin Boo. Ele é transformado em chocolate e comido pelo oponente, mas volta a vida pela terceira vez graças a Porunga e entrega sua energia a Goku para que ele completasse a Super Genki Dama que matou Majin Boo. Dez anos depois, Kuririn observa Goku partindo com Oob para torná-lo o próximo defensor do universo.

### Dragon Ball Super
Em Dragon Ball Super, que se passa entre a derrota de Majin Boo e o epílogo do mangá, Kuririn e os demais personagens conhecem o deus da destruição Bills quando este vem até a Terra procurando pelo Deus Super Saiyajin. Em seguida Kuririn começa a trabalhar como policial e protege seu planeta do novo exército de Freeza quando o vilão é ressuscitado. Inicialmente relutante e sofrendo traumas por reencontrar Freeza, Kuririn consegue superar seu medo com a ajuda do Mestre Kame. Ele depois resolve treinar com Goku mais uma vez e os dois são guiados pelo Mestre Kame até a Floresta do Terror onde Kuririn vence de uma vez por todas o seu pavor de enfrentar inimigos muito mais poderosos do que ele. Durante o treinamento ele ainda aprende a controlar melhor seu Ki e, também graças à sua experiência em batalha, consequentemente é escolhido por Goku para entrar no time do Sétimo Universo durante um torneio universal chamado Torneio do Poder. Ao longo do torneio, Kuririn consegue vencer dois oponentes formando ataques combinados com o Mestre Kame e depois com a N° 18, até finalmente enfrentar o guerreiro Majora sozinho. Distraído por sua vitória, Kuririn é atacado por Frost e jogado para fora da arena.

### Em outras mídias

Kuririn e Luffy, protagonista de One Piece. Os dois já foram usados em diversos comerciais japoneses por terem a mesma dubladora, Mayumi Tanaka.

Em Dragon Ball GT, a participação de Kuririn é limitada. Ele geralmente é visto com sua família passeando ou em sua casa. Ele é mais uma vez morto, dessa vez pelo Super 17, e ressuscitado por Shenlong. No final do anime ele faz um pequeno combate contra Goku.
Kuririn aparece em dois dos quatro filmes de Dragon Ball e em doze dos treze filmes de Dragon Ball Z, bem como em todos especiais de TV. Em 1998, Kuririn e outros personagens da série estrearam em dois curtas japoneses sobre anúncios públicos. O primeiro é A Segurança no Trânsito de Goku (悟空の交通安全, Gokū no Kōtsū Anzen), onde os personagens mostram a importância de obedecer as regras do trânsito. No segundo, A Brigada de Incêndio de Goku (悟空の消防隊, Gokū no Shōbō-tai), eles ensinam a duas crianças como evitar um incêndio. Em 2003, Kuririn apareceu no curta-metragem Kyutai Panic Adventure! (球体パニックアドベンチャー!, Kyūtai Panikku Adobenchā!, lit. Aventura da Orb do Pânico!). No video, ele e Gohan salvam as vítimas do combate entre Goku e Freeza na cidade de Odaiba. Na continuação Kyūtai Panic Adventure Returns! (球体パニックアドベンチャーリターンズ!, Kyūtai Panikku Adobenchā Ritānzu!, lit. O Retorno da Aventura da Orb do Pânico!), Kuririn é um dos sete personagens que reúnem as Esferas do Dragão para reconstruir Odaiba, que foi atacada por Enel. No crossover Cross Epoch, que junta o elenco principal de Dragon Ball com o de One Piece, Kuririn se torna amigo de Tony Tony Chopper e juntos eles tentam chegar na festa do chá do Shenlong.
Apesar de não utilizarem a técnica, Kuririn e Piccolo sabem realizar a Fusão. Isso levou Toriyama a criar em 1995, para a revista Weekly Shônen Jump, uma fusão hipotética entre os dois chamada Piririn. Kuririn é um personagem jogável em quase todos os jogos eletrônicos de Dragon Ball. Em Dragon Ball Z: Budokai existe uma história alternativa em que Cell absorve Kuririn ao invés da Andróide 18. Mais tarde é revelado que tudo era um pesadelo de Cell.  Ainda é jogável em Jump Super Stars, mas se tornou um personagem auxiliar na sequência Jump Ultimate Stars. Ao longo dos anos, Kuririn fez várias contribuições musicais. Dentre os temas cantados por ele, através de sua dubladora japonesa, Mayumi Tanaka, estão "Asa - Hiru - Yoru - Kimi - Boku", "Hippy Hoppy Shake!!" e "Ichido wa Kekkon Shitai Manbo"; na última ele canta alegremente sobre seu desejo de se casar. Ele também é citado na música "Goku" de Soulja Boy Tell 'Em. Kuririn, vestindo a armadura dos Saiyajins, aparece na capa do álbum "Who Is This Is?" da banda estadunidense Voodoo Glow Skulls.
O personagem Chiqurilín do mangá Dragon Fall é uma paródia de Kuririn.

## Aparência
A aparência de Kuririn permanece relativamente a mesma por maior parte da série. Ele é baixo, musculoso e foi careca até a Saga Boo, momento em que parou de raspar o cabelo para agradar sua esposa. Na sua testa estão cicatrizados seis pontos de uma moxabustão. Kuririn não possui nariz por que, de acordo com Akira Toriyama, ele tem uma idiossincrasia que o permite respirar através dos poros em sua pele. Na sua primeira aparição ele vestia um quimono amarelo, típico do templo onde ele morava. Durante o treinamento com o Mestre Kame, Kuririn recebeu o uniforme da tartaruga, composto por um quimono laranja, uma faixa preta e depois azul na cintura, sapatos azuis e munhequeiras da mesma cor. Mais tarde, na Saga Cell, adiciona uma camisa azul por baixo do quimono e troca os sapatos por botas. O uniforme da tartaruga é baseado no uniforme Shaolin chinês. Durante um período da Saga Freeza, Kuririn utilizou uma armadura de batalha alienígena feita de um material elástico porém resistente a muitos ataques. Por fim, na Saga Boo, tendo iniciado sua vida familiar, Kuririn veste uma camisa vermelha com uma calça marrom claro. No filler Dragon Ball GT, Kuririn começou a envelhecer. Ele possui um bigode que é acinzentado, assim como seu cabelo. No filme Dragon Ball Z: O Retorno do Guerreiro, Kuririn aparece com as roupas de Piccolo.

## Poderes e habilidades
Kuririn é um dos humanos mais poderosos da série, junto de Yamcha, mas costuma perder muitas lutas já que seus oponentes geralmente são aliens, androides e seres paranormais. Ainda assim ele possui superforça e supervelocidade, além de agilidade e resistência diversas vezes maiores que as de um humano comum. Também é um ótimo estrategista e utiliza sua inteligência para compensar a falta de força física. Pode voar com a técnica do Bukū-jutsu (舞空術).
Assim como outros lutadores, a forma básica de ataque de Kuririn é através da sua energia Ki. Seu primeiro golpe foi o Kamehameha (かめはめ波, lit. Onda Destrutiva da Tartaruga), que ele aprendeu durante seu treinamento com o Mestre Kame, e consiste em um raio azul de energia. Uma técnica similar é o Duplo Tsuihikidan (ダブル気砲), dois raios incandescentes que perseguem o inimigo. A partir dessa técnica Kuririn desenvolveu o Kakusandan (弾丸の分散), um enorme laser amarelo que depois sobe ao céu e é partido em múltiplos projéteis. Contudo, sua técnica característica e mais poderosa é o Kienzan (気円斬), que ele mesmo inventou. O Kienzan é um disco giratório cortante cuja única fraqueza é não ser controlável. Kuririn também é capaz de criar um Kienzan gigante que se parte em outros menores. Outro golpe que Kuririn consegue realizar é o Taiyoken (太陽拳), onde ele redireciona a luz do Sol para cegar o oponente momentaneamente. Em Dragon Ball Super Kuririn amplifica a técnica e desenvolve um Taiyoken aumentado 100 vezes, capaz de cegar o oponente mesmo que ele esteja de olhos fechados e impedí-lo de detectar Ki.

## Recepção
Em 2007, a empresa Oricon realizou uma pesquisa sobre quais personagens os japoneses gostariam de ver em um spin-off. Apesar de ter sido o terceiro mais votado entre os homens, Kuririn se classificou em sexto lugar na votação geral. Em outra pesquisa, ainda da Oricon, Kuririn foi eleito o melhor coadjuvante em anime e mangá de todos os tempos. Em uma pesquisa de popularidade dentre os personagens da série, Kuririn ficou em sétimo lugar, a maior colocação dentre os humanos.
Desde sua primeira aparição, Kuririn vem sendo analisado e criticado por várias mídias especializadas em anime e mangá. Um escritor do IGN elogiou a participação de Kuririn durante a Saga Cell, dizendo que ele ganhou mais tempo na tela do que o protagonista Goku. O escritor também comentou que sua relação com a Andróide 18 realmente deixou a história mais interessante. Em uma revisão de Dragon Ball Kai, o Anime News Network apontou o ótimo crescimento amoroso de Kuririn como um dos elementos centrais da Saga Cell. Em outra revisão, desta vez de Dragon Ball, o site disse que a infância de Kuririn e Goku é algo que faz falta em Dragon Ball Z. O site THEM Anime Reviews gostou do desenvolvimento do personagem, dando foco a sua posição inicial como rival de Goku. O portal de jogos GameSpot caracterizou Kuririn como o "saco de pancadas de Dragon Ball Z", mas o valorizou por nunca fugir de uma luta que ele jamais venceria e o chamou de "um verdadeiro Guerreiro Z". O site Mania Entertainment, criticando um episódio filler no início de Dragon Ball Z, comentou que Kuririn era um dos poucos personagens interessantes no momento. Em um perfil de personagem criado pelo About.com, o site ressaltou a determinação de Kuririn em ajudar seus amigos, superando o medo diversas vezes para enfrentar inimigos com um poder imensamente maior. Durante uma entrevista, Mayumi Tanaka disse que se diverte muito dublando o Kuririn, mas levou algum tempo para entender qual é o papel do personagem. Após refletir sobre isso, ela comentou que "é o Kuririn que dá traços mais humanos à série, já que as pessoas mais fortes são de outras raças. Ele tem medo, vontade de se casar e sempre faz tudo o que está ao seu alcance, é por isso que muitos se empatizam com ele". Masashi Kishimoto, famoso autor de Naruto, já revelou que seu personagem favorito de Dragon Ball é o Kuririn, afirmando que ele adora todos os capítulos em que o personagem luta.
Ainda hoje, a imagem de Kuririn é fonte de criação para várias mercadorias como bonecos, chaveiros e pelúcias. Kuririn também já foi usado para estampar latas de café da empresa japonesa Pokka.